# Banda Calypso pelo Brasil
Banda Calypso pelo Brasil é o quarto álbum ao vivo e terceiro álbum de vídeo da banda musical brasileira Banda Calypso, lançado nos formatos DVD e CD em 10 de setembro de 2006 através de sua editora discográfica independente Calypso Produções, sob distribuição da MD Music. O projeto consiste em uma combinação de apresentações gravadas em cinco capitais do Brasil: a primeira gravação ocorreu em Brasília, no Parque da FACITA, em 28 de janeiro de 2006, reunindo um público de mais de 60 mil pessoas; a segunda gravação ocorreu no Rio de Janeiro, na casa de shows Claro Hall, em 11 de fevereiro de 2006, e teve o comparecimento de mais de 8 mil espectadores; em 1º de abril de 2006, ocorreu a gravação em Recife, na casa de shows Chevrolet Hall, e contou com a presença de mais de 17 mil espectadores; em 6 de maio de 2006, ocorreu a gravação em Salvador, no Parque de Exposições Agropecuárias, para um público de mais de 70 mil pessoas; a quinta e última gravação do projeto ocorreu em Belém, na Arena Yamada, em 5 de agosto de 2006, e teve o comparecimento de mais de 62 mil espectadores. A produção musical da obra é assinada pelo guitarrista da banda, Ximbinha; a set list do álbum consiste majoritariamente em canções dos álbuns Volume 6 (2004) e Volume 8 (2005).
Para promover a obra, a Banda Calypso embarcou em turnê inspirada no álbum e esteve presente em vários programas de televisão, como Domingão do Faustão, Caldeirão do Huck, O Melhor do Brasil, Domingo Legal e Tudo É Possível. Comercialmente, o projeto mostrou-se um enorme sucesso: o CD vendeu 500 mil cópias antes mesmo de ser lançado, garantindo à banda o disco de diamante, enquanto o DVD vendeu 1,250 milhão de cópias em menos de um mês após o lançamento, o que lhe rendeu disco de diamante quíntuplo, convertendo a banda na única em toda a história da música brasileira a receber esta certificação.

## Antecedentes e desenvolvimento
"Estamos com um público muito grande, então para agradar a maioria vamos fazer [um DVD] em várias capitais. O projeto é mais caro e trabalhoso, porque a banda merece."

— A vocalista Joelma sobre o projeto em entrevista para o Jornal do Brasil.
Em outubro de 2005, a Banda Calypso lançou seu quinto álbum de estúdio, e oitavo em geral, Volume 8, que se tornou um grande sucesso comercial, sendo, portanto, condecorado com disco de diamante pelas 500 mil cópias vendidas. Em meio ao lançamento do disco, o guitarrista Ximbinha e a vocalista Joelma receberam do produtor musical Tovinho a sugestão de gravar o quarto álbum ao vivo e terceiro álbum de vídeo da banda em várias capitais do Brasil. Joelma e Ximbinha aceitaram a proposta, e logo começaram a conceber as primeiras ideias. Em dezembro de 2005, foi divulgado que as cidades escolhidas para gravar o projeto foram Brasília, Rio de Janeiro, Recife, Salvador e Belém. Em cada show, seria gravado um segmento para incluir no álbum. O projeto, intitulado de Banda Calypso pelo Brasil, trouxe uma equipe técnica com mais de 150 profissionais, e contou com direção geral de Ivan Lima e Ximbinha (que também é responsável pela direção musical, ao lado de Dedê e Tovinho), direção de fotografia de Rogério Fernadez e Eduardo Ruiz e cenografia e iluminação da empresa Showdesign. O cenário é composto por 10 telões e 24 tubos de LED no fundo do palco e três mini telas nas laterais, além de rampas e elevados. Efeitos pirotécnicos também foram utilizados pela primeira vez em um registro ao vivo da banda. No palco, Joelma e Ximbinha são acompanhados por sete dançarinos, nove músicos e três backing vocals. Um total de 11 câmeras registram cada passo de Joelma, de Ximbinha, dos músicos, dos dançarinos e do público.
A primeira gravação do projeto ocorreu na capital federal do país, Brasília, no Parque da FACITA, em 28 de janeiro de 2006, reunindo um público de mais de 60 mil pessoas. Em entrevista ao Jornal de Brasília, Ximbinha explicou a escolha da cidade para compor o registro dizendo: "[...] Brasília é uma cidade que sempre compareceu aos nossos shows, que tem carinho grande com a gente. E mostrar a cidade num DVD é uma forma de retribuir isso". Joelma, mesmo com febre por conta do resfriado que foi tido pelos extensos ensaios até altas horas da madrugada, conseguiu realizar o show por completo. A gravação no Rio de Janeiro, capital do estado homônimo, ocorreu em 11 de fevereiro de 2006 na casa de espetáculos Claro Hall, e teve o comparecimento de mais de 8 mil espectadores. Em 1º de abril de 2006, ocorreu a gravação em Recife, capital do estado de Pernambuco, na casa de espetáculos Chevrolet Hall, e contou com a presença de mais de 17 mil espectadores. O show gravado em Salvador, capital do estado da Bahia, ocorreu, sob muita chuva, em 6 de maio de 2006 no Parque de Exposições Agropecuárias, para um público de mais de 70 mil pessoas.
Após uma pausa de três meses, foi gravada em Belém, capital do estado do Pará e cidade de origem da banda, na Arena Yamada, a última etapa do projeto, em 5 de agosto de 2006. Segundo o jornal O Liberal, mais de 62 mil pessoas assistiram a gravação. O motivo para três meses de pausa deu-se em virtude da Copa do Mundo FIFA de 2006, realizada entre os meses de junho e julho daquele ano. Nesse ínterim, foi realizada a pós-produção dos shows já gravados para o álbum, garantindo, assim, a celeridade de seu lançamento após a gravação em Belém. O projeto teve um custo de mais de R$ 1,5 milhão. Segundo o site OFuxico, do portal Terra, cada cidade apresentou um custo diferente, e a própria Banda Calypso ficou responsável por financiar toda a produção, sem ajuda de patrocinadores.

## Sinopse e composição
A set list do projeto consiste majoritariamente em canções dos álbuns Volume 6 (2004) e Volume 8 (2005). A abertura do álbum ocorre em Belém, com os dançarinos representando a cultura de cada cidade envolvida no projeto: primeiro, a cultura de Belém, com uma dançarina de carimbó, ao som da introdução de "Pará Belém"; depois, um Dragão da Independência representando Brasília, com um instrumental do início do Hino Nacional Brasileiro em ritmo de marcha; em seguida, uma frevista representando Recife, num som instrumental de "Tchau pra Você" em ritmo de frevo; depois dela, um capoeirista, que representa Salvador; e, para finalizar, uma porta-bandeira, que representa o Rio de Janeiro, com um instrumental de "Isso É Calypso" em ritmo de samba-enredo. O primeiro bloco ocorre em Salvador, onde a banda apresenta "A Lua Me Traiu", "Pra Me Conquistar", "Ainda Te Amo", "Tô Carente" e "Passe de Mágica". No ato, Joelma e os dançarinos usam um figurino preto com várias peças brancas removíveis que são retiradas e arremessadas para o ar com o passar das canções. Em Recife, ocorre o bloco das canções de andamento lento. A escolha da cidade para sediar o ato se deu em razão de que o primeiro sucesso da banda em Recife foi a balada "Disse Adeus", do seu álbum de estreia (1999). Joelma, trajando uma roupa vermelha, canta "Perdeu o Trono" e "Deixa Eu Sonhar". Em seguida, a cantora retorna ao palco vestindo um longo vestido verde e branco e cantando "Esqueça Meu Coração", na qual encena com um de seus dançarinos, seguindo o bloco com "Anjo Bandido" e "Tudo de Novo".
No CD, o bloco de Belém se inicia com o forró eletrônico "Nem Sim, Nem Não", incluída no DVD como um material extra. O ato também foi reservado para a cúmbia e o merengue, com as canções "Não, Não", "Mistura de Amor" e "Isso É Calypso". No segmento, Joelma veste um figurino verde-escuro de veludo, com a bandeira do Brasil estampada no lado direito do busto da roupa e em suas botas brancas na altura do joelho. Joelma muda de figurino, agora vestindo traje de carimbó, para cantar a inédita "Pará Belém", uma composição de Ximbinha, [[Beto Caju]], [[Marquinhos Maraial]] e Tivas que homenageia a cultura da cidade e cita alguns artistas que de lá vieram, como Beto Barbosa e Fafá de Belém. Seguidamente, inicia-se o bloco de Brasília, com "Tchau pra Você", cuja introdução perpassa pela música tradicional do Japão, rumba e techno, em alusão aos lugares citados na canção, sendo eles Tóquio, Cuba e Nova Iorque. O bloco segue com "Se Quebrou", "Ouvindo o Rádio" e "Pra Todo Mundo Ver". No ato, Joelma veste um figurino azul-marinho combinado com botas pretas. A versão em DVD do álbum se encerra em Belém, com a performance de "No Bate-Papo", com Joelma e os dançarinos caracterizados de robôs. A edição em CD se encerra com a faixa bônus gravada em estúdio, "Calypso pelo Brasil", canção destinada ao público infantil escrita por Chrystian Lima, Elivandro Cuca e Ivo Lima. No bloco do Rio de Janeiro (incluído apenas no DVD como um material extra), Joelma, trajando um figurino cor-de-rosa e botas brancas na altura do joelho, canta "Beija-Flor", "Você Me Enganou" e um pot-pourri formado pelas canções "Chamo por Você", "Me Telefona", "Príncipe Encantado" e "Temporal", do álbum O Ritmo Que Conquistou o Brasil! (2002).

## Lançamento e promoção
Banda Calypso pelo Brasil foi lançado em DVD e CD em 10 de setembro de 2006. Para promover a obra, a Banda Calypso embarcou em uma turnê inspirada no álbum, que se estendeu até março de 2007. Além da turnê, também estiveram presentes em vários programas de televisão. O lançamento do álbum se deu no Domingão do Faustão, onde Joelma e Ximbinha apresentaram "Pra Me Conquistar", "Calypso pelo Brasil", "Pará Belém", "Tchau pra Você", "Isso É Calypso" e "A Lua Me Traiu". Em 16 de setembro de 2006, estiveram presentes n'O Melhor do Brasil, onde interpretaram "Pra Me Conquistar", "Isso É Calypso" e "A Lua Me Traiu". Em 8 de outubro de 2006, compareceram ao Domingo Legal, onde perfomaram "Tchau pra Você", "Calypso pelo Brasil" e "Pará Belém". Em 19 de novembro de 2006, estiveram no Tudo É Possível, onde interpretaram "Pra Me Conquistar", "A Lua Me Traiu" e "Tchau pra Você". Em 10 de dezembro de 2006, a banda executou um medley das canções "Pra Me Conquistar", "A Lua Me Traiu" e "Isso É Calypso" no Estação Globo. Em 31 de dezembro de 2006, Joelma e Ximbinha performaram "Isso É Calypso" no Show da Virada. Em 7 de janeiro de 2007, estiveram novamente no Domingão do Faustão, onde interpretaram "Tchau pra Você", "A Lua Me Traiu" e "Isso É Calypso".

## Desempenho comercial
Mesmo antes de ser lançado, Banda Calypso pelo Brasil já garantiu uma venda antecipada de 500 mil cópias tanto do CD quanto do DVD. Em menos de um mês após o lançamento, o DVD chegou a marca de 1,250 milhão de exemplares adquiridos, o que garantiu à Banda Calypso o disco de diamante quíntuplo, tornando-se a única no cenário musical brasileiro a receber esta certificação, que foi entregue para a banda, juntamente com o disco de diamante pelas 500 mil unidades adquiridas do CD, durante a sua apresentação no Domingo Legal em 8 de outubro de 2006. Em 14 de outubro de 2006, a revista estadunidense Billboard publicou a informação de que o trabalho havia atingido o quarto lugar em vendas no Brasil. Até 2009, o álbum de vídeo já havia vendido mais de 1,6 milhão de cópias. De acordo com a Associação Brasileira de Música e Artes (ABRAMUS) e o Instituto Memória Musical Brasileira (IMMuB), Banda Calypso pelo Brasil é o DVD mais vendido de todos os tempos no país, com vendas superiores a 2 milhões de cópias.

## Lista de faixas
Lista de faixas e créditos adaptados dos encartes do álbum.
| DVD            |                       |                                             |                |         |  |
| N.º            | Título                | Compositor(es)                              | Local          | Duração |  |
| 1.             | "Abertura"            | Joelma Tovinho                              | Belém          | 2:19    |  |
| 2.             | "A Lua Me Traiu"      | Beto Caju Jairon Neves                      | Salvador       | 4:00    |  |
| 3.             | "Pra Me Conquistar"   | Edílson Moreno Glayse Dominguez             | Salvador       | 2:50    |  |
| 4.             | "Ainda Te Amo"        | Alberto Moreno                              | Salvador       | 3:26    |  |
| 5.             | "Tô Carente"          | Marquinhos Maraial Edu Luppa Tivas          | Salvador       | 3:20    |  |
| 6.             | "Passe de Mágica"     | Edílson Moreno Glayse Dominguez             | Salvador       | 3:54    |  |
| 7.             | "Perdeu o Trono"      | Marquinhos Maraial Edu Luppa                | Recife         | 3:50    |  |
| 8.             | "Deixa Eu Sonhar"     | Edu Luppa                                   | Recife         | 3:45    |  |
| 9.             | "Esqueça Meu Coração" | Edu Luppa Marquinhos Maraial                | Recife         | 3:17    |  |
| 10.            | "Anjo Bandido"        | Elias Muniz Manoel Cordeiro                 | Recife         | 3:35    |  |
| 11.            | "Tudo de Novo"        | Tonny Brasil                                | Recife         | 3:27    |  |
| 12.            | "Não, Não"            | Elias Muniz                                 | Belém          | 3:34    |  |
| 13.            | "Mistura de Amor"     | Marquinhos Maraial Edu Luppa Tivas          | Belém          | 3:48    |  |
| 14.            | "Isso É Calypso"      | Marquinhos Maraial Edu Luppa                | Belém          | 2:56    |  |
| 15.            | "Pará Belém"          | Ximbinha Beto Caju Marquinhos Maraial Tivas | Belém          | 3:02    |  |
| 16.            | "Tchau pra Você"      | Beto Caju Edu Luppa                         | Brasília       | 3:45    |  |
| 17.            | "Se Quebrou"          | Elias Muniz                                 | Brasília       | 3:21    |  |
| 18.            | "Ouvindo o Rádio"     | Manoel Cordeiro Manoel Mendes               | Brasília       | 2:55    |  |
| 19.            | "Pra Todo Mundo Ver"  | Beto Caju                                   | Brasília       | 3:36    |  |
| 20.            | "No Bate-Papo"        | Edu Luppa Beto Caju                         | Belém          | 4:53    |  |
| Duração total: | Duração total:        | Duração total:                              | Duração total: | 1:09:44 |  |

| DVD: extras |                                                                                   |                |         |  |
| N.º         | Título                                                                            | Local          | Duração |  |
| 21.         | "Beija-Flor"                                                                      | Rio de Janeiro | 3:10    |  |
| 22.         | "Você Me Enganou"                                                                 | Rio de Janeiro | 3:09    |  |
| 23.         | "Chamo por Você" / "Me Telefona" / "Príncipe Encantado" / "Temporal" (pot-pourri) | Rio de Janeiro | 10:21   |  |
| 24.         | "Nem Sim, Nem Não"                                                                | Belém          | 3:59    |  |

| DVD: videoclipes |                       |                                             |         |  |
| N.º              | Título                | Compositor(es)                              | Duração |  |
| 26.              | "Calypso pelo Brasil" | Chrystian Lima Elivandro Cuca Ivo Lima      | 2:47    |  |
| 27.              | "Pará Belém"          | Ximbinha Beto Caju Marquinhos Maraial Tivas | 3:23    |  |
| 28.              | "Isso É Calypso"      | Marquinhos Maraial Edu Luppa                | 3:42    |  |

| CD  |                       |                                             |          |         |  |
| N.º | Título                | Compositor(es)                              | Local    | Duração |  |
| 1.  | "Abertura"            | Joelma Tovinho                              | Belém    | 2:09    |  |
| 2.  | "A Lua Me Traiu"      | Beto Caju Jairon Neves                      | Salvador | 3:51    |  |
| 3.  | "Pra Me Conquistar"   | Edílson Moreno Glayse Dominguez             | Salvador | 2:57    |  |
| 4.  | "Ainda Te Amo"        | Alberto Moreno                              | Salvador | 3:28    |  |
| 5.  | "Tô Carente"          | Marquinhos Maraial Edu Luppa Tivas          | Salvador | 3:19    |  |
| 6.  | "Passe de Mágica"     | Edílson Moreno Glayse Dominguez             | Salvador | 3:44    |  |
| 7.  | "Perdeu o Trono"      | Marquinhos Maraial Edu Luppa                | Recife   | 3:46    |  |
| 8.  | "Deixa Eu Sonhar"     | Edu Luppa                                   | Recife   | 3:45    |  |
| 9.  | "Esqueça Meu Coração" | Edu Luppa Marquinhos Maraial                | Recife   | 3:17    |  |
| 10. | "Anjo Bandido"        | Elias Muniz Manoel Cordeiro                 | Recife   | 3:34    |  |
| 11. | "Tudo de Novo"        | Tonny Brasil                                | Recife   | 3:26    |  |
| 12. | "Nem Sim, Nem Não"    | Bruno Luiz Cláudio Giuliano                 | Belém    | 3:50    |  |
| 13. | "Não, Não"            | Elias Muniz                                 | Belém    | 3:31    |  |
| 14. | "Mistura de Amor"     | Marquinhos Maraial Edu Luppa Tivas          | Belém    | 3:38    |  |
| 15. | "Isso É Calypso"      | Marquinhos Maraial Edu Luppa                | Belém    | 3:06    |  |
| 16. | "Pará Belém"          | Ximbinha Beto Caju Marquinhos Maraial Tivas | Belém    | 3:04    |  |
| 17. | "Tchau pra Você"      | Beto Caju Edu Luppa                         | Brasília | 3:31    |  |
| 18. | "Se Quebrou"          | Elias Muniz                                 | Brasília | 3:19    |  |
| 19. | "Ouvindo o Rádio"     | Manoel Cordeiro Manoel Mendes               | Brasília | 2:57    |  |
| 20. | "Pra Todo Mundo Ver"  | Beto Caju                                   | Brasília | 3:36    |  |
| 21. | "No Bate-Papo"        | Edu Luppa Beto Caju                         | Belém    | 3:08    |  |

| CD: faixa bônus |                       |         |  |
| N.º             | Título                | Duração |  |
| 22.             | "Calypso pelo Brasil" | 2:47    |  |
| Duração total:  | Duração total:        | 1:14:06 |  |

## Desempenho nas paradas musicais

### Paradas semanais
| Parada musical (2006–2007) | Melhor posição |
| -------------------------- | -------------- |
| Brasil (Billboard)         | 4              |

## Certificações e vendas
| País        | Certificação | Vendas |
| ----------- | ------------ | ------ |
| Brasil      |              |        |
| DVD         |              |        |
| 5× Diamante | 2 000 000+   |        |
| CD          |              |        |
| Diamante    | 500 000+     |        |